# Karl Moritz Raugraf zu Pfalz

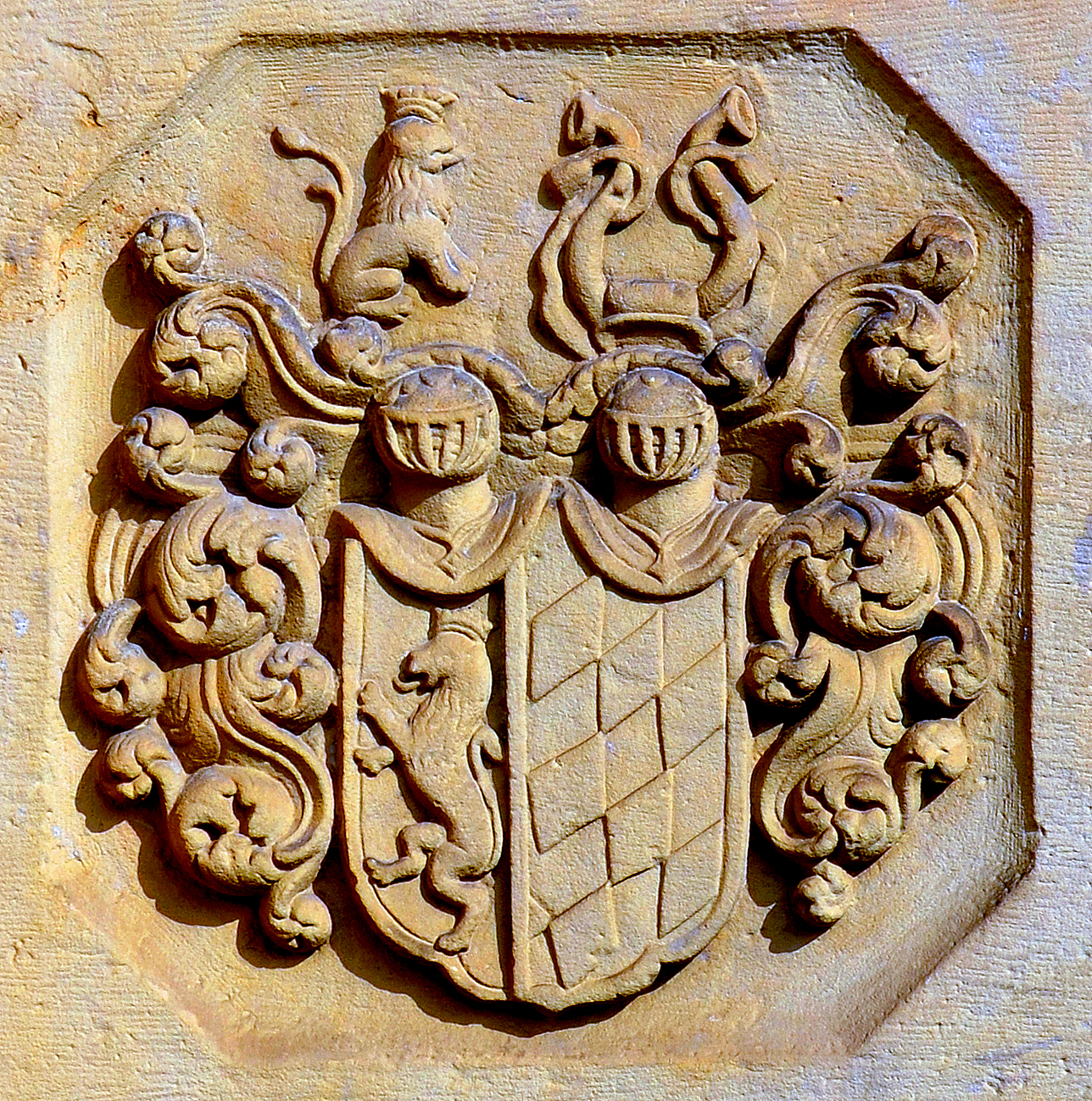
Wappen des Karl Moritz, Raugraf zu Pfalz, auf seiner Grabplatte

Karl Moritz Raugraf zu Pfalz (* 30. Dezember 1670 auf Schloss Friedrichsburg; † 13. Juni 1702 in Herrenhausen vor Hannover) war ein Raugraf zu Pfalz und kurbrandenburgischer Oberstleutnant.

## Leben

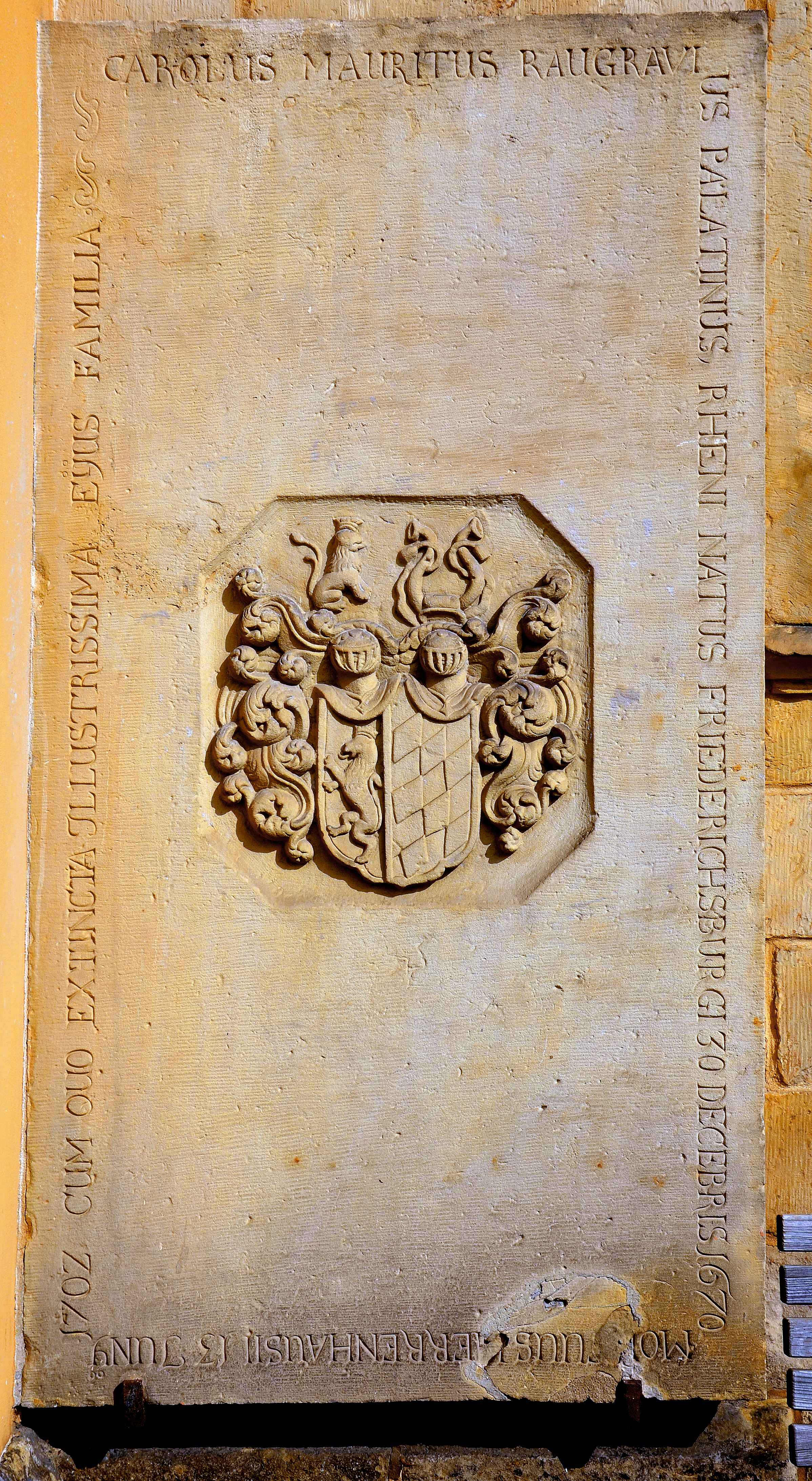
Ehemalige Grabplatte und heutiges Epitaph des „Carolus Mauritius Raugravius Palatinus Rheni“ an der Neustädter Hof- und Stadtkirche St. Johannis in Hannover

Karl Moritz war der Sohn des Kurfürsten Karl Ludwig von der Pfalz und dessen morganatischer Ehefrau Marie Luise von Degenfeld, die 1667 von Karl Ludwig den Titel einer Raugräfin verliehen bekam, ebenso wie die gemeinsamen Kinder Raugrafen oder Raugräfinnen wurden. Zugleich verzichtete Marie Luise von Degenfeld im Jahr 1667 im Namen ihrer Nachkommen auf alle Erbansprüche auf die Pfalz.
Karl Moritz war zudem der Neffe der Prinzessin Sophie von der Pfalz, der späteren Kurfürstin im Kurfürstentum Hannover.
Nachdem die Eltern von Karl Moritz schon früh gestorben waren – seine Mutter verlor er im Alter von 6 Jahren, seinen Vater im Alter von 9 Jahren – kam der junge Raugraf an den Hof der Residenzstadt Hannover zu seiner Tante Sophie.
Karl Moritz studierte an der Universität Leiden und der Universität Utrecht, las viele Bücher und war ein vielseitig interessierter und geschätzter Gesprächspartner. Ähnlich wie seine vier älteren Brüder suchte auch der eher kleinwüchsige Karl Moritz Anerkennung durch Teilnahme an Kriegszügen, zunächst im Jahr 1694 im Pfälzischen Erbfolgekrieg gegen Ludwig XIV. Nachdem er im Dienste Brandenburg-Preußens 1697 Oberstleutnant wurde, zog er lediglich 1698 in den Großen Türkenkrieg, anscheinend ohne an größeren Schlachten teilzunehmen.
Am Hofe von Berlin verkehrte der geschätzte „kleine Held“ vielfach mit der Kurfürstin und späteren preußischen Königin Sophie Charlotte, seiner Cousine. Karl Moritz, der philosophieren und Verse reimen konnte, spielte für sie den „kleinen Sklaven“ an ihrem Musenhof, an den die Kurfürstin des Öfteren auch Gottfried Wilhelm Leibniz lud.
Kurfürstin Sophie von Hannover klagte in ihren Briefen an ihre Nichte Liselotte von der Pfalz, die Schwägerin des französischen Königs Ludwigs XIV., über den übermäßigen Alkoholkonsum ihres Neffen Karl Moritz.

## Grabmal und Verlöschen des Familiennamens
Karl Moritz zu Pfalz starb im Alter von nur 31 Lebensjahren in Herrenhausen. Er wurde in der Neustädter Hof- und Stadtkirche St. Johannis in der Calenberger Neustadt bestattet. Seine Grabplatte findet sich heute als Epitaph an der zum Neustädter Markt errichteten Außenmauer der Kirche.
Auf dem Epitaph findet sich der Hinweis „[...] cum quo extincta illustrissima eijus familia“, übersetzt „[...] mit dem seine so bedeutende Familie ausstarb.“ Allerdings war die Linie Pfalz-Simmern im legitimen Mannesstamm mit dem Kurfürsten Karl II. von der Pfalz, dem Halbbruder von Karl Moritz, bereits 1685 ausgestorben.